# Marcin Bylica
Marcin (ou Martin) Bylica, né à Olkusz vers 1433, mort à Buda en 1493, est un astronome et astrologue polonais, entré au service du roi de Hongrie Matthias Corvin.
Ayant fait ses études à l'université de Cracovie (où il fut sans doute élève de l'astrologue Marcin Król de Żurawica), il enseignait l'astronomia à l'Université de Bologne en 1463. En 1464, il était à Rome comme astrologue d'un cardinal (soit Pietro Barbo, qui devint cette année-là le pape Paul II, soit Rodrigue Borgia, futur pape Alexandre VI). Il s'y lia avec Regiomontanus, avec qui il écrivit en août 1464 un dialogue polémique contre la Theorica planetarum Gerardi, un manuel d'astronomie planétaire attribué à Gérard de Crémone et très utilisé alors dans les universités : le Dialogus inter Viennensem et Cracoviensem adversus Gerardum Cremonensem in planetarum theoricæ deliramenta.
Peu après, ils répondirent tous deux à l'appel de Jean Vitéz, archevêque d'Esztergom, et de son neveu Janus Pannonius, évêque de Pécs, à l'initiative de qui le pape Paul II fonda en 1465 une nouvelle université à Presbourg (l'actuelle Bratislava), l'Universitas Istropolitana. En 1467, ils établirent conjointement, dans le palais d'Esztergom où Jean Vitéz avait installé un observatoire astronomique, les Tabulæ directionum et profectionum (destinées pour les astrologues à projeter dans l'avenir la situation du jour de naissance). Il gagnèrent Presbourg le 20 juillet 1467.
C'est au printemps 1468 que Bylica devint l'astrologue attitré du roi Matthias Corvin, à la suite d'une disputatio publique qu'il eut avec son collègue János Stercze, sans doute à Presbourg, en présence du roi et de toute la cour, à propos de l'horoscope de conception du fils du comte János Rozgon. Selon Bylica lui-même, Stercze fut ridiculisé. Matthias déclara Bylica vainqueur et le gratifia de cent florins. L'astrologue silésien devint à partir de ce moment l'un de ses conseillers les plus proches, appelé même auprès de lui sur les champs de bataille, à commencer par le siège de Hradistye en juillet 1468.
Il fut l'auteur d'un jugement sur la comète de septembre 1468 dans lequel il prévoyait la mort prochaine du pape Paul II ainsi que des maladies pour Georges de Bohême, l'empereur Frédéric III, le roi Casimir IV de Pologne et le roi Louis XI de France. Il rédigea aussi un jugement circonstancié sur la comète de janvier 1472 (que Regiomontanus observa depuis Nuremberg).
Le roi Matthias Corvin était féru d'astrologie : sur les deux ou trois mille volumes de la Bibliotheca Corviniana, plusieurs dizaines étaient consacrés à la science des astres ; ses appartements du palais de Buda étaient couverts de fresques astrologiques, et le plafond du vestibule donnant accès à sa bibliothèque était orné de l'horoscope de son intronisation comme roi de Bohême en 1469.
Marcin Bylica légua à l'université de Cracovie (où Nicolas Copernic fut étudiant à partir de 1491) une importante collection de livres et d'instruments d'astronomie. Ce legs comprend notamment, quant aux livres, des œuvres de Regiomontanus, de Georg von Peuerbach, et aussi le Tractatus Astrarii de Giovanni Dondi. 